# 320942 Jeanette-Jesse
320942 Jeanette-Jesse este un asteroid din centura principală de asteroizi.

## Descriere
320942 Jeanette-Jesse este un asteroid din centura principală de asteroizi. A fost descoperit pe 5 aprilie 2008 la Stația Anderson Mesa de Larry H. Wasserman. Asteroidul prezintă o orbită caracterizată de o semiaxă mare de 2,63 ua, o excentricitate de 0,07 și o înclinație de 1,6° în raport cu ecliptica.